# バリューコマース
バリューコマース株式会社（英: ValueCommerce Co.,Ltd.）は、東京都港区に本社を置くアフィリエイトサービスプロバイダ。Zホールディングスの連結子会社。JPX日経インデックス400の構成銘柄の一つ。

## 概要
ニュージーランド人ティモシー・ロナン・ウィリアムズが日本で設立した企業である。2000年にギャラップ・ジェーマールで営業・マーケティング ディレクター兼シンガポール支社取締役を務めたブライアン・ネルソンをCOOとして招聘し、2001年に社長に就任。
マリナーズの鈴木一朗（イチロー）が創業時に出資していた事も話題を呼んだ。イチローの株式保有数は上場時150株あった。
経営陣の大半が外国人であったため外資系企業と勘違いされることもあったが、あくまで日本で設立されたため日本の企業である。
2010年3月、飯塚洋一が代表取締役社長に就任。2012年10月にはヤフー株式会社の連結子会社となり、2014年1月にはヤフー出身の香川仁が代表取締役社長に就任した。

## 沿革
- 1996年3月 - トランズパシフィック有限会社として設立。
- 1999年
  - 9月 - トランズパシフィック株式会社に改組。
  - 11月 - 現社名に変更し、アフィリエイトサービス「バリューコマース」を開始。
- 2006年7月 - 東京証券取引所マザーズ上場。
- 2010年3月 - 飯塚洋一が代表取締役社長に就任。
- 2012年
  - 10月 - 自己株式の取得にてヤフー株式会社が過半数の議決権を取得、同社の連結子会社となる。
  - 11月 - 東京証券取引所1部へ市場変更。
- 2014年1月 - 香川仁が代表取締役社長に就任。
- 2019年10月 - ヤフー株式会社が持ち株会社体制へ移行し、Zホールディングスへ商号変更、同社の連結子会社となる